# کریستوبال اورتگا
کریستوبال اورتگا (به اسپانیایی: Cristóbal Ortega‎؛ ۲۵ ژوئیهٔ ۱۹۵۶ – ۲ ژانویهٔ ۲۰۲۵) بازیکن فوتبال اهل مکزیک بود.
از جمله باشگاه‌هایی که وی در آنها بازی کرده‌است، می‌توان باشگاه فوتبال آمریکا را نام برد.
وی همچنین در تیم ملی فوتبال مکزیک بازی کرده‌است.
اورتگا چندین سال از بیماری سرطان رنج می برد. او در دسامبر ۲۰۲۴، پس از انجام عمل جراحی برای این بیماری، در بیمارستان بستری شد. با این حال، وی در ۲ ژانویهٔ ۲۰۲۵، در سن ۶۸ سالگی درگذشت.